# Radio Aktiv (München)
Radio Aktiv war eine Münchner Hörfunkstation und gehörte zu den ersten Privatsendern in Deutschland. Es wurde 1984 von Peter Pelunka gegründet und durfte ab 1. April 1984 im Rahmen des Münchner Kabelpilotprojekts auf Sendung gehen. Dort war es neben Radio Xanadu, Radio M1 und der Neuen Welle Bayern einer von vier privaten Sendern. Nach Radio Weinstraße aus Ludwigshafen am Rhein waren dies die ersten Privatradios in Deutschland.
Das Programm bestand aus lokaler Berichterstattung und Musik, man versuchte anfänglich verschiedene Musikrichtungen, von Rock bis hin zum Schlager, im Stundenrhythmus zu wechseln. Das Studio befand sich im Münchner Westend. Zum Sendestart konnten nur etwa 700 Haushalte das Programm empfangen. Bereits im Mai 1984 wurde die erste bezahlte Werbung im Privatrundfunk in Deutschland ausgestrahlt.
Ab Mai 1985 war Radio Aktiv neben dem Kabelprogramm auch auf der UKW-Frequenz 92,4 MHz zu hören, und zwar zusammen mit den Anbietern Radio M1, Radio Xanadu sowie Radio 44. Moderatoren waren neben Peter Pelunka unter anderem Angelo Buchwald und Günni Keil. Samstags wurden im Saturn Countdown die Verkaufscharts von Saturn Hansa ausgestrahlt. Am 11. April 1988 stellte Radio Aktiv seinen Betrieb ein, ab diesem Zeitpunkt sendete auf der 92,4 MHz nur noch Radio M1 und die Jazz Welle.

## Trivia
Beim Hagelsturm von München im Juli 1984 warnte nur Radio Aktiv im Kabel vor dem Hagelsturm, während etwa Bayern 3 erst kurz vor Ende des Sturms davon berichtete.